# 2010–2011-es macedón labdarúgó-bajnokság (első osztály)
A 2010–2011-es 1. MFL macedón labdarúgó-bajnokság legmagasabb szintű versenyének 19. alkalommal megrendezett bajnoki éve volt. A pontvadászat 12 csapat részvételével 2010. július 31-én kezdődött és 2011. május 28-án ért véget.
A bajnokságot az élvonalban debütáló macedóniai albán csapat, a Skendija 79 nyerte a Metalurg Szkopje és a címvédő Renova előtt. Az élvonaltól a Vardar, a Peliszter, és az FK Szkopje búcsúzott, a másodosztályból pedig a 11 Oktomvri, az Ohrid 2004, és az FK Miravci jutott fel.
A gólkirályi címet az FK Szkopje csatára, Hrisztijan Kirovszki szerezte meg 20 találattal, az Év Játékosá-nak járó díjat pedig a bajnokcsapat macedóniai albán játékosának, Ferhan Haszaninak adták át.

## A bajnokság rendszere
A pontvadászat 12 csapat részvételével őszi-tavaszi lebonyolításban zajlott, mely során a csapatok körmérkőzéses rendszerben mérkőztek meg egymással: minden csapat minden csapattal háromszor játszott, a 20. forduló utáni bajnoki helyezésnek megfelelően egyszer vagy kétszer pályaválasztóként, egyszer vagy kétszer pedig vendégként.
A bajnokság végső sorrendjét a 33 bajnoki forduló mérkőzéseinek eredményei határozták meg a szerzett összpontszám alapján kialakított rangsor szerint. A mérkőzések győztes csapatai 3 pontot, döntetlen esetén mindkét csapat 1-1 pontot kapott. Vereség esetén nem járt pont. A bajnokság első helyezett csapata a legtöbb összpontszámot szerzett egyesület, míg az utolsó helyezett csapat a legkevesebb összpontszámot szerzett egyesület volt.
Azonos összpontszám esetén a bajnoki sorrendet az alábbi szempontok alapján határozták meg:
1. a bajnoki mérkőzések gólkülönbsége
2. a bajnoki mérkőzéseken szerzett gólok száma
3. az egymás ellen játszott bajnoki mérkőzések pontkülönbsége
4. az egymás ellen játszott bajnoki mérkőzések gólkülönbsége
5. az egymás ellen játszott bajnoki mérkőzéseken szerzett gólok száma
6. sorsolás

A bajnokság győztese lett a 2010–11-es macedón bajnok, a 11. és 12. helyezett egyenes ágon kiesett a másodosztályba, míg a 9. helyezett a másodosztály 4. helyezettjével, a 10. helyezett pedig a másodosztály bronzérmesével vívott egymérkőzéses osztályozót. A párosítások győztesei indulhattak a 2011–12-es élvonalbeli pontvadászatban.

## Változások a 2009–10-es szezonhoz képest
A Makedonija Gjorcse Petrov és a Szloga Jugomagnat csapatait kizárták, az Pobedát pedig fogadási csalás miatt 8 évre eltiltották minden labdarúgással kapcsolatos eseménytől, helyükre a másodosztály első három helyezettje lépett.
Kiesett az élvonalból
- Milano, osztályozón keresztül

Feljutott az élvonalba
- Skendija 79, a másodosztály bajnokaként
- FK Szkopje, a másodosztály ezüstérmeseként
- Napredok, a másodosztály bronzérmeseként
- Bregalnica Stip, osztályozón keresztül

## Részt vevő csapatok
| Csapat           | Székhely    | Stadion                        | 2009–10     |
| ---------------- | ----------- | ------------------------------ | ----------- |
| Bregalnica Stip  | Stip        | Stip városi stadion            | 4. (II. o.) |
| Metalurg Szkopje | Szkopje     | Zselezarnica Stadion           | 3.          |
| Napredok         | Kicsevo     | Kicsevo városi stadion         | 3. (II. o.) |
| Peliszter        | Bitola      | Tumbe Kafe Stadium             | 4.          |
| Rabotnicski      | Szkopje     | II. Philipposz Nemzeti Stadion | 2.          |
| Renova           | Dzsepcsiste | Tetovói városi stadion1        | 1.          |
| Szileksz         | Kratovo     | Szileksz Stadion               | 5.          |
| FK Szkopje       | Szkopje     | Avtokomanda Stadion            | 2. (II. o.) |
| Skendija 79      | Tetovo      | Tetovói városi stadion         | 1. (II. o.) |
| Teteksz          | Tetovo      | Tetovói városi stadion         | 7.          |
| FK Turnovo       | Turnovo     | Kukus Stadion                  | 8.          |
| Vardar           | Szkopje     | II. Philipposz Nemzeti Stadion | 6.          |

Megjegyzés:
1. Hazai pályája nem alkalmas élvonalbeli mérkőzések megrendezésére.

## Végeredmény
| #   | Csapat                 | M  | GY | D  | V  | G+ – G– | GK  | P                                                       | Megjegyzések                                   |
| --- | ---------------------- | -- | -- | -- | -- | ------- | --- | ------------------------------------------------------- | ---------------------------------------------- |
| 1.  | Skendija 79Ú (B)       | 33 | 21 | 9  | 3  | 65–23   | +42 | 72                                                      | 2011–2012-es Bajnokok Ligája – 2. selejtezőkör |
| 2.  | Metalurg Szkopje (KGY) | 33 | 17 | 10 | 6  | 48–24   | +24 | 61                                                      | 2011–2012-es Európa-liga – 2. selejtezőkör1    |
| 3.  | RenovaCV               | 33 | 17 | 9  | 7  | 54–31   | +23 | 60                                                      | 2011–2012-es Európa-liga – 1. selejtezőkör     |
| 4.  | Rabotnicski            | 33 | 15 | 10 | 8  | 53–31   | +22 | 55                                                      | 2011–2012-es Európa-liga – 1. selejtezőkör     |
| 5.  | Szileksz               | 33 | 13 | 8  | 12 | 39–38   | +1  | 47 \| rowspan="4" style="background-color: #fafafa;" \| |                                                |
| 6.  | FK Turnovo             | 33 | 13 | 6  | 14 | 35–35   | 0   | 45                                                      |                                                |
| 7.  | TetekszK               | 33 | 12 | 8  | 13 | 38–36   | +2  | 44                                                      |                                                |
| 8.  | Bregalnica StipÚ       | 33 | 12 | 5  | 16 | 33–49   | −16 | 41                                                      |                                                |
| 9.  | FK SzkopjeÚ (K)        | 33 | 9  | 10 | 14 | 36–39   | −3  | 37                                                      | Osztályozó                                     |
| 10. | NapredokÚ              | 33 | 10 | 7  | 16 | 30–48   | −18 | 37                                                      | Osztályozó                                     |
| 11. | Vardar                 | 33 | 9  | 5  | 19 | 24–44   | −20 | 292                                                     | Megtarthatta élvonalbeli tagságát.             |
| 12. | Peliszter (K)          | 33 | 5  | 3  | 25 | 25–82   | −57 | 18                                                      | 2. MFL                                         |

Forrás: Macedón Labdarúgó-szövetség (macedónul) 
A rangsorolás alapszabályai: 1. pontszám, 2. gólkülönbség, 3. szerzett gólok száma, 4. egymás elleni eredmények pontszáma, 5. egymás elleni eredmények gólkülönbsége, 6. egymás elleni mérkőzéseken szerzett gólok száma, 7. sorsolás..
1A Metalurg Szkopje nyerte a 2010–2011-es macedón kupát, így a 2011–2012-es Európa-liga 2. selejtezőkörében indult.
2A Vardar csapatától 3 pontot levontak.
(B): Bajnokcsapat, (K): Kieső csapat, (F): Feljutó csapat, (I): Kupainduló, (R): A rájátszás győztese, (KGY): Kupagyőztes

## Eredmények

### Az 1–22. forduló eredményei
| Hazai \ Vendég1  | BRE | MET | NAP | PEL | RAB | REN | SKE | SZI | SZK | TET | TUR | VAR  |
| Bregalnica Stip  |     | 1–2 | 4–2 | 2–0 | 0–2 | 3–1 | 2–1 | 2–2 | 1–0 | 1–0 | 1–0 | 0–0  |
| Metalurg Szkopje | 1–0 |     | 1–2 | 4–0 | 0–1 | 2–0 | 1–1 | 1–2 | 3–0 | 1–0 | 3–0 | 1–0  |
| Napredok         | 1–0 | 0–1 |     | 3–1 | 2–0 | 1–0 | 1–1 | 1–0 | 2–0 | 1–0 | 0–1 | 2–1  |
| Peliszter        | 2–0 | 0–0 | 1–1 |     | 0–3 | 0–1 | 0–1 | 1–3 | 5–4 | 1–1 | 2–0 | 1–2  |
| Rabotnicski      | 3–1 | 2–2 | 0–0 | 3–0 |     | 1–1 | 1–1 | 0–0 | 1–1 | 1–2 | 2–1 | 2–0  |
| Renova           | 2–0 | 1–0 | 5–0 | 2–0 | 1–1 |     | 1–0 | 3–1 | 1–1 | 2–1 | 0–0 | 4–0  |
| Skendija 79      | 2–0 | 3–0 | 3–0 | 4–1 | 3–0 | 4–1 |     | 3–0 | 1–0 | 0–0 | 3–0 | 3–1  |
| Szileksz         | 3–1 | 0–1 | 1–1 | 2–1 | 2–0 | 2–0 | 1–1 |     | 0–0 | 0–0 | 0–2 | 1–0  |
| FK Szkopje       | 0–3 | 0–0 | 1–0 | 2–0 | 0–1 | 0–1 | 3–3 | 2–1 |     | 1–0 | 3–0 | 1–0  |
| Teteksz          | 2–0 | 0–0 | 2–1 | 3–0 | 0–1 | 1–1 | 1–0 | 1–1 | 2–1 |     | 1–0 | 3–2  |
| FK Turnovo       | 2–0 | 1–3 | 1–0 | 3–0 | 0–2 | 2–0 | 0–1 | 4–0 | 1–0 | 1–0 |     | 3–02 |
| Vardar           | 1–2 | 1–2 | 2–1 | 1–0 | 1–0 | 0–2 | 0–2 | 2–1 | 1–0 | 2–0 | 1–1 |      |

Forrás: Macedón Labdarúgó-szövetség (macedónul) 
1A hazai csapatok a bal oldali oszlopban szerepelnek.
Színek: Zöld = hazai győzelem; Sárga = döntetlen; Piros = vendéggyőzelem.
2A mérkőzést 3–0-s arányban az FK Turnovo csapatának ítélték, mert a Vardar nem jelent meg a mérkőzésen. 
 

### A 23–33. forduló eredményei
A bajnokság harmadik körének menetrendjét a 20. fordulót követő bajnoki helyezésnek megfelelően végzik el.
```
23. forduló 24. forduló 25. forduló 26. forduló 27. forduló 28. forduló
   1 – 7       6 – 7      7 – 8       5 – 7       7 – 9       4 – 7
   2 – 8      12 – 5      1 – 9       6 – 4       8 – 10      5 – 3
   3 – 9      11 – 4      2 – 10     12 – 3       1 – 11      6 – 2
   4 – 10     10 – 3      3 – 11     11 – 2       2 – 12     12 – 1
   5 – 11      9 – 2      4 – 12     10 – 1       3 – 6      11 – 8
   6 - 12      8 – 1      5 – 6       9 – 8       4 – 5      10 – 9

29. forduló 30. forduló 31. forduló 32. forduló 33. forduló
   7 – 10      3 – 7      7 – 11      2 – 7      12 - 7
   9 – 11      4 – 2     10 – 12      3 – 1      11 – 6
   8 – 12      5 – 1      9 – 6       4 – 8      10 – 5
   1 – 6       6 – 8      8 – 5       5 – 9       9 – 4
   2 – 5      12 – 9      1 – 4       6 – 10      8 – 3
   3 – 4      11 – 10     2 – 3      12 - 11      1 – 2
```

| Hazai \ Vendég1  | BRE  | MET | NAP | PEL | RAB | REN | SKE | SZI | SZK | TET | TUR | VAR |
| Bregalnica Stip  |      |     |     | 4–0 |     | 1–4 | 0–2 |     | 0–0 |     | 1–0 |     |
| Metalurg Szkopje | 3–0  |     |     | 5–0 |     | 0–0 |     |     | 2–1 | 1–1 | 1–1 |     |
| Napredok         | 0–0  | 1–2 |     | 2–0 | 0–5 |     |     |     | 1–3 | 1–1 |     |     |
| Peliszter        |      |     |     |     |     | 0–5 | 1–3 | 2–3 |     |     | 1–4 | 1–0 |
| Rabotnicski      | 7–0  | 1–1 |     | 1–2 |     |     |     |     | 1–1 | 2–1 | 3–1 |     |
| Renova           |      |     | 4–1 |     | 2–2 |     | 1–1 | 2–1 |     | 4–2 |     | 1–0 |
| Skendija 79      |      | 2–2 | 4–1 |     | 2–1 |     |     | 1–0 |     | 3–1 |     | 2–0 |
| Szileksz         | 3–02 | 2–1 | 2–1 |     | 2–0 |     |     |     |     |     |     | 0–1 |
| FK Szkopje       |      |     |     | 4–1 |     | 2–0 | 2–2 | 1–1 |     |     | 1–2 |     |
| Teteksz          | 0–2  |     |     | 6–1 |     |     |     | 0–2 | 2–1 |     |     | 2–1 |
| FK Turnovo       |      |     | 0–0 |     |     | 1–1 | 0–2 | 2–0 |     | 0–2 |     | 1–1 |
| Vardar           | 1–1  | 0–1 | 1–0 |     | 1–3 |     |     |     | 0–0 |     |     |     |

Forrás: Macedón Labdarúgó-szövetség (macedónul) 
1A hazai csapatok a bal oldali oszlopban szerepelnek.
Színek: Zöld = hazai győzelem; Sárga = döntetlen; Piros = vendéggyőzelem.
2A mérkőzés a 75. percben 1–0-s hazai vezetésnél félbeszakadt, mert egy vendég játékos egy vitatott ítéletet követően a játékvezetőre támadt. A mérkőzést 3–0-s gólaránnyal a Szileksznek ítélték. 
 

## A góllövőlista élmezőnye
Forrás: MacedonianFootball (angolul).
20 gólos
- Hrisztijan Kirovszki (FK Szkopje)

19 gólos
- Borcse Manevszki (Rabotnicski)

13 gólos
- Ferhan Haszani (Skendija 79)

12 gólos
- Alekszandar Temelkov (Szileksz)

11 gólos
- Erszen Szali (Skendija 79)
- Boban Jancsevszki (Renova)

10 gólos
- Izair Emini (Skendija 79)

9 gólos
- Ilber Ali (Renova)
- Cvetan Csurlinov (FK Turnovo)
- Mile Krsztev (Metalurg Szkopje)
- Blagoj Levkov (Napredok)
- Nebi Musztafi (Skendija 79)
- Gjorgji Zarevszki (Szileksz)

## Osztályozó
A 9. helyezett a másodosztály 4. helyezettjével , míg a 10. helyezett a másodosztály 3. helyezettjével játszott egymérkőzéses osztályozót. A párosítások győztesei indulhattak a 2011–12-es élvonalbeli pontvadászatban.
| 2011. június 8. 16.30 (CEST) |

| Napredok                       | 2–0   | Tikves |
| ------------------------------ | ----- | ------ |
| Szimjanoszki 12' Najdoszki 87' | (1–0) |        |

| Gjorcse Petrov-i stadion, Szkopje Nézőszám: 400 Játékvezető: Krsztevszki |

A Napredok megtartotta élvonalbeli tagságát.
| 2011. június 8. 16.30 (CEST) |

| FK Szkopje      | 1–4   | FK Miravci                                              |
| --------------- | ----- | ------------------------------------------------------- |
| Angelovszki 85' | (0–1) | 28' Sterjov 48' Popov 58' (11-esből) Bucskov 73' Taskov |

| Stadion Goce Delcsev, Prilep Nézőszám: 2 000 Játékvezető: Szpirkoszki |

Az FK Miravci feljutott az első osztályba, míg az FK Szkopje kiesett onnan.

## Nemzetközikupa-szereplés

### Eredmények
| Csapat           | Kupa            | Forduló         | Ellenfél     | 1. mérk. | 2. mérk. | Össz. |
| ---------------- | --------------- | --------------- | ------------ | -------- | -------- | ----- |
| Renova           | Bajnokok Ligája | 2. selejtezőkör | Omónia       | 0–3      | 0–3      | 0–5   |
| Teteksz          | Európa-liga     | 2. selejtezőkör | FK Ventspils | 0–0      | 3–1      | 3–1   |
| Teteksz          | Európa-liga     | 3. selejtezőkör | IF Elfsborg  | 0–5      | 1–2      | 1–7   |
| Rabotnicski      | Európa-liga     | 1. selejtezőkör | Lusitanos    | 5–0      | 6–0      | 11–0  |
| Rabotnicski      | Európa-liga     | 2. selejtezőkör | Mika         | 1–0      | 0–0      | 1–0   |
| Rabotnicski      | Európa-liga     | 3. selejtezőkör | Liverpool FC | 0–2      | 0–2      | 0–4   |
| Metalurg Szkopje | Európa-liga     | 1. selejtezőkör | Qarabağ      | 1–4      | 1–1      | 2–5   |

Megjegyzés: Az eredmények minden esetben a macedón labdarúgócsapatok szemszögéből értendőek, a dőlten írt mérkőzéseket pályaválasztóként játszották.

### UEFA-együttható
A nemzeti labdarúgó-bajnokságok UEFA-együtthatóját a macedón csapatok Bajnokok Ligája-, és Európa-liga-eredményeiből számítják ki. Macedónia a 2010–11-es bajnoki évben 1,375 pontot szerzett, ezzel a 38. helyen zárt.
| Csapat           | SGY | SD | SV | GY | D | V | Bónusz | Pont  | Átlag |
| ---------------- | --- | -- | -- | -- | - | - | ------ | ----- | ----- |
| Renova           | 0   | 0  | 2  | 0  | 0 | 0 | 0,000  | 0,000 |       |
| Teteksz          | 1   | 1  | 2  | 0  | 0 | 0 | 0,000  | 1,500 |       |
| Rabotnicski      | 3   | 1  | 2  | 0  | 0 | 0 | 0,000  | 3,500 |       |
| Metalurg Szkopje | 0   | 1  | 1  | 0  | 0 | 0 | 0,000  | 0,500 |       |
| Összesen         | 4   | 3  | 7  | 0  | 0 | 0 | 0,000  | 5,500 | 1,375 |